# Cyrtostachys barbata
Cyrtostachys barbata là loài thực vật có hoa thuộc họ Arecaceae. Loài này được Heatubun mô tả khoa học đầu tiên năm 2009.